# Héctor Lechuga
 Héctor Octavio Lechuga Rojas (Orizaba, Veracruz, México; 18 de abril de 1927 - Ciudad de México, 13 de julio de 2017) fue un actor cómico, comentarista político en tono humorístico y colaborador de distintas estaciones de radio, así como en múltiples programas de televisión y actor en varias películas.

## Televisión
- Navarro y Asociados
- Chucherías, en el que acompañaba a Chucho Salinas en la década de 1960 (1962).
- Barriendo la noticia, donde hacía crítica política y social.
- El Show de los Cotorros, sketches hechos por los cómicos Javier López "Chabelo", Guillermo Rivas "El Borras", (1971-1973).
- Ensalada de locos, en el que acompañaba a Manuel "El Loco" Valdés y Alejandro Suárez. (1970-1973)
- Detective de hotel, programa en donde aparecía como detective en un hotel, con Hugo Guzmán, Judy Ponte, Willy Whihelmy, Xavier López "Chabelo", Roberto Gómez Bolaños "Chespirito", Fernando Luján, Alfonzo Zayas, Judith Velazco, Yula Pozo, Héctor Ortega. (1973-1974)

Aprovechando el éxito de los programas de televisión, Héctor Lechuga aparecería en dos colecciones de historietas:
1. Chucherías presenta, de Editorial Vichect. Está colección se publicó en 1966 y se conocen 15 ejemplares publicados. Eran fascículos de 16 páginas más portadas, a color. Esta publicación fue inspirada en el programa de televisión del mismo nombre, que se transmitió en México de 1960-1963. En el participaban Héctor Lechuga, Jesús “Chucho” Salinas (en cuyo apodo está inspirado el título de la publicación), Leonorilda Ochoa, Héctor Suárez, Alejandro Suárez, Jorge Labardini y otros comediantes y actores. Chucherías se caracterizó por ser pionero en el humorismo político-crítico; que desde sus sketches con personajes como el burócrata, barrendero, desempleado o funcionario público; adoptó siempre un humorismo político inusual para los años sesenta. Aquí se presentan una serie de entrevistas a varios personajes, al igual como se hacía en aquel programa de televisión. No se especifica argumentista o dibujante, solo se comenta en datos editoriales que tanto Jesús Salinas como Héctor Lechuga fungieron como directores artísticos.³
2. Héctor Lechuga en: Simplemente Natacho. Esta colección fue publicada por Editorial Internacional Mexicana entre 1971 y 1972, y contó con al menos 17 números regulares, de publicación semanal. Eran cuadernos grapados de 24 páginas más portadas. En esta serie el sr. Lechuga interpreta a Natacho, un personaje bonachón de mediana edad, calvo y malhumorado, que interpreta diversos personajes más, como Otelo y Don Juan Tenorio, siempre en tono humorístico.⁴

## Filmografía (parcial)
- Buenas noches Año Nuevo (1964)
- El dengue del amor (1965)
- La muerte es puntual (1964)
- Detectives o ladrones (1966)
- Réquiem por un canalla (1967)
- La mujer de a seis litros (1962)
- El tigre negro (1965)
- Bang Bang y al hoyo  (1971)
- Las fuerzas vivas (1975)
- La disputa (1969)
- México 2000 (1983)
- Rapiña (1982)
- Masajista de señoras (1973)

## Radio (parcial)
- Ensalada de Lechuga (Radio AI)
- Todos a la Una, Todos a la Grilla (ABC Radio)

## Muerte
El comediante falleció el 13 de julio de 2017 en la Ciudad de México por complicaciones cardiovasculares, asociadas con la enfermedad de Alzheimer, la cual padecía desde hacía varios años.